# 뢰슈티
뢰슈티(알레만어: Röschti, 독일어: Rösti 뢰스티[*])는 스위스의 감자 부침이다. 스위스의 국민 음식 가운데 하나로 여겨진다.
뢰슈티를 한국식으로 재해석한 감자전이 2018년 제1차 남북정상회담 만찬 식탁에 오르기도 했다.

## 이름
표준 독일어 "뢰스티(Rösti)"는 알레만어의 방언인 스위스 독일어 "뢰슈티(Röschti)"에서 빌려온 말이다. 스위스 독일어 발음은 [ˈrøːʃti]이며, 현지에서는 "Rösti", "Röschti", "Rööschti" 등으로 적는다. "굽다"라는 뜻의 동사 "뢰스텐(rösten)"과 어원이 같으며, 다른 동원어로 영어의 "로스트(roast)" 등이 있다.

## 만들기
데치거나 데치지 않은 감자를 굵은 강판에 거칠게 간다. 베른식 뢰슈티는 항상 데친 뒤 하룻밤 정도 차게 식힌 감자를 이용한다. 팬에 버터를 두르고 감자를 베이컨, 양파 등과 함께 볶은 다음, 어느 정도 익으면 넓게 혀 한 면이 노릇노릇하게 익힌다. 접시를 사용해 뒤집어 다른 면을 익힌다. 보통 팬에 조리하지만 오븐에 굽는 경우도 있으며, 지역에 따라 치즈, 사과, 허브 등을 넣어 만들기도 한다.

## 사진

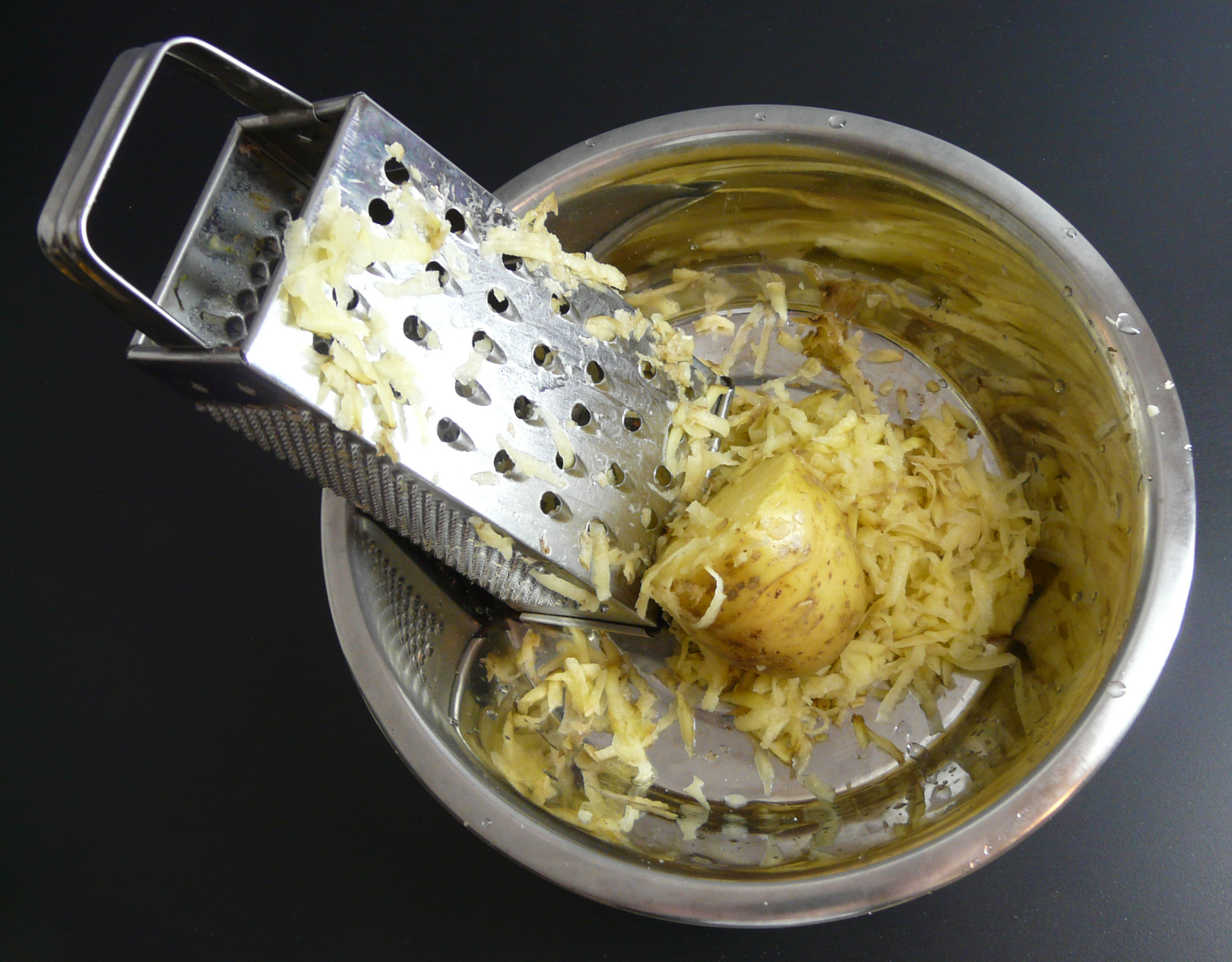
강판에 감자 갈기
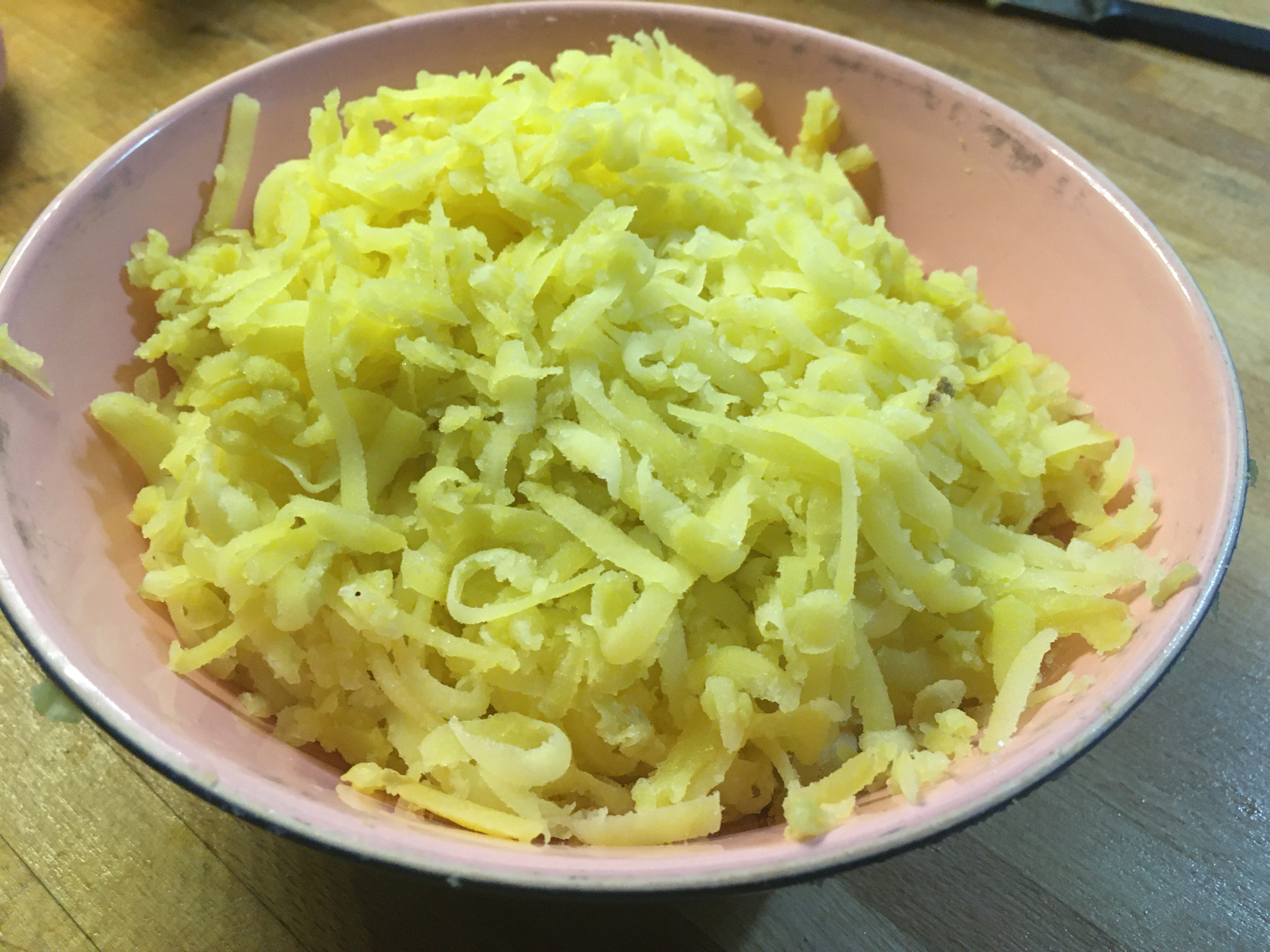
데쳐서 간 감자
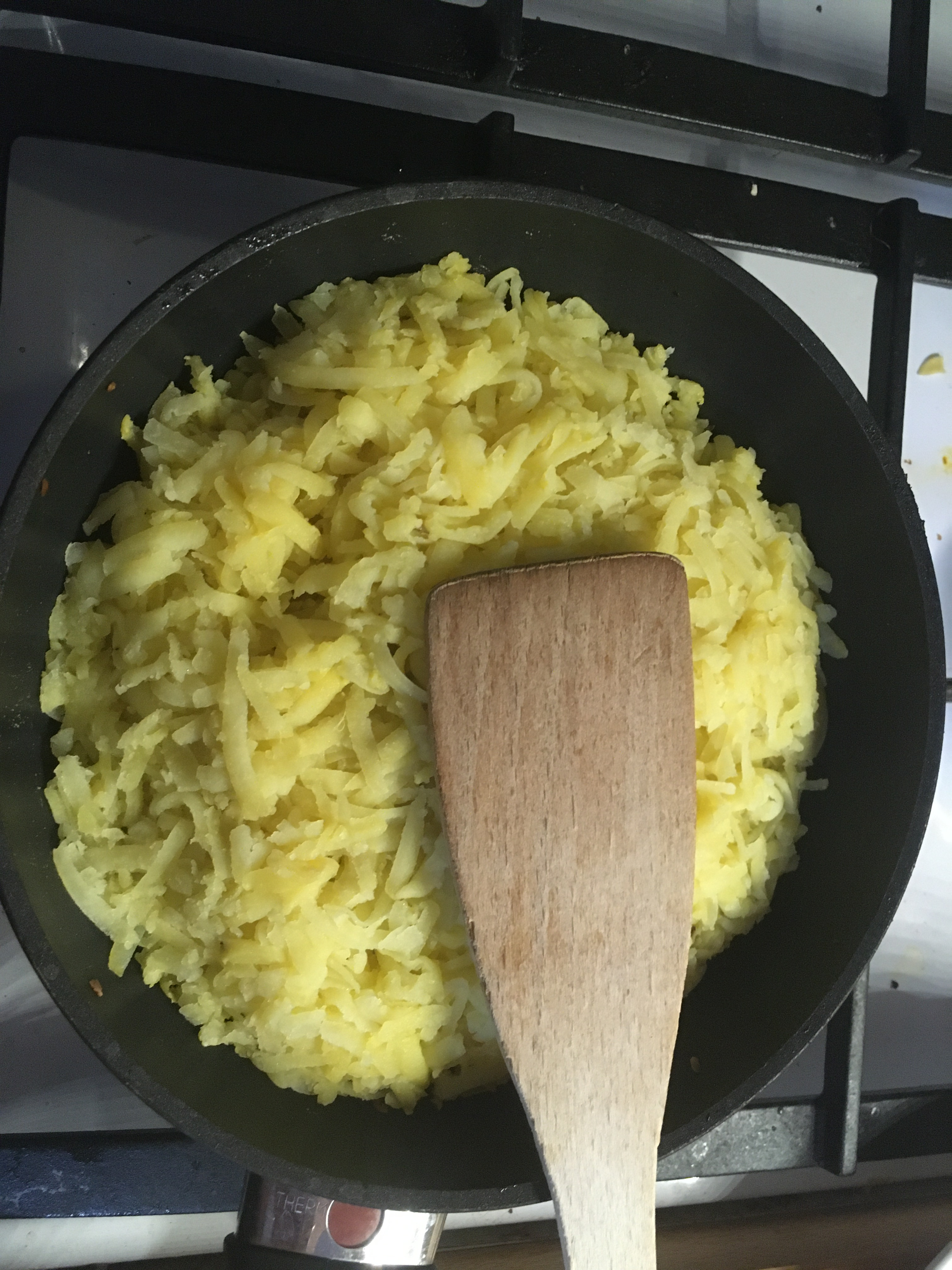
감자 익히기
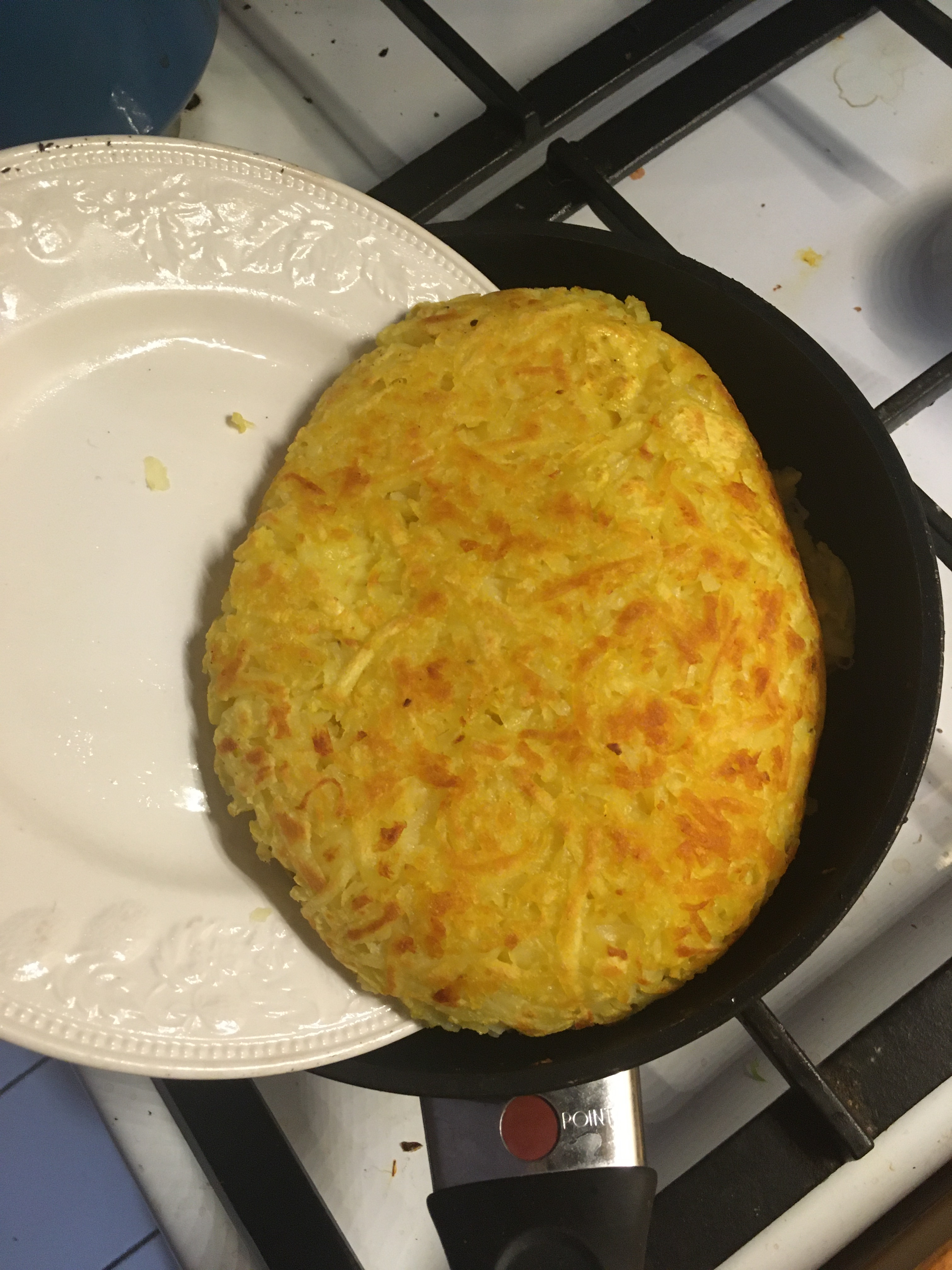
접시를 사용해 뢰슈티 뒤집기
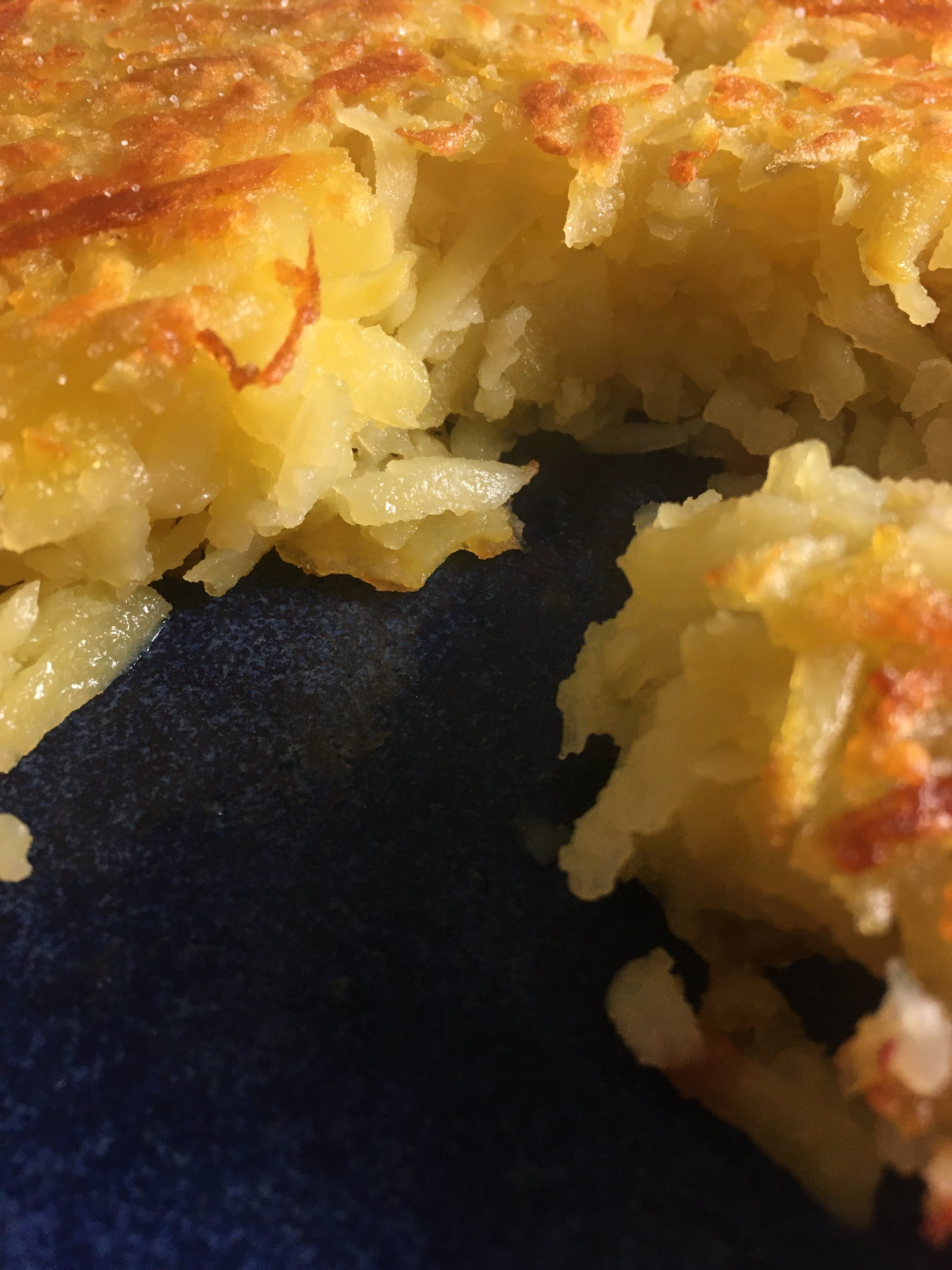
뢰슈티

## 같이 보기
- 해시 브라운